# Tom Moyal
Pour les articles homonymes, voir Moyal.
Tom Moyal, né le 4 octobre 1997, est un designer graphique français. En 2015, il déménage à Montréal, Canada où il co-fonde Digital Event, une agence de marketing numérique qui a travaillé pour des célébrités, notamment Maitre Gims, Jul, Dadju, Jailyne Ojeda,.
Il est mentionné dans de nombreux médias grand public, notamment Entrepreneur (magazine), SF Weekly, ou encore the Jerusalem Post.